# یامپا (کلرادو)
یامپا (به انگلیسی: Yampa) شهری در ایالت کلرادو کشور ایالات متحده آمریکا است که جمعیت آن در سرشماری سال ۲۰۱۰ میلادی، ۴۲۹ نفر بوده‌است.